# Mesargus ixora
Mesargus ixora är en insektsart som beskrevs av Rao,k. och K. Ramakrishnan 1978. Mesargus ixora ingår i släktet Mesargus och familjen dvärgstritar. Inga underarter finns listade i Catalogue of Life.